# Zygophylax bifurcata
Zygophylax bifurcata är en nässeldjursart som beskrevs av Chantal Billard 1942. Zygophylax bifurcata ingår i släktet Zygophylax och familjen Lafoeidae. Inga underarter finns listade i Catalogue of Life.